# چندجانبه‌گرایی

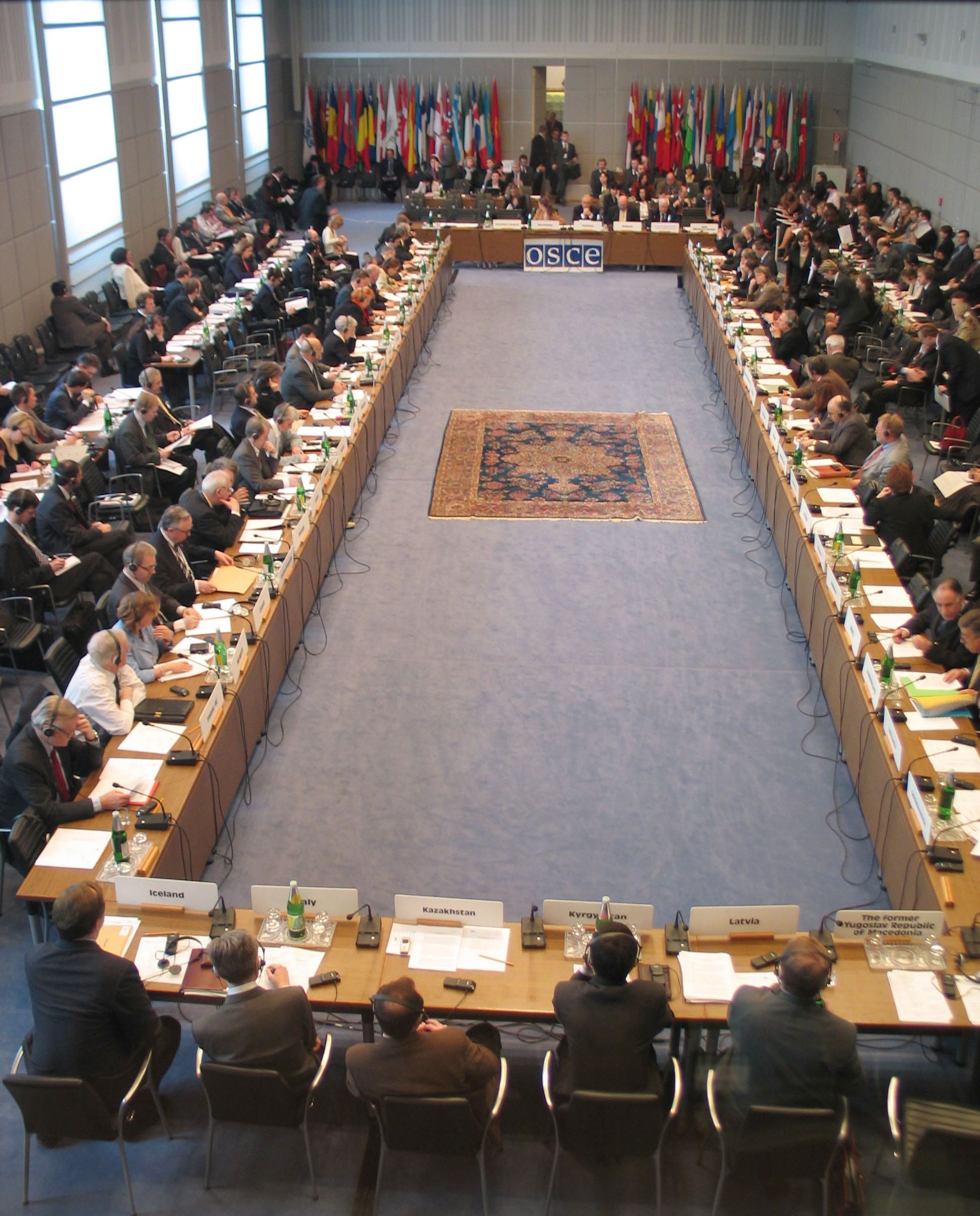
ائتلاف چندین کشور به‌قصد پیشبرد هدفی مشترک

چندجانبه‌گرایی در روابط بین‌الملل به معنای ائتلاف چند کشور برای پیشبرد یک هدف مشترک است.
عکس چندجانبه‌گرایی، از نظر فلسفه سیاسی یکجانبه‌گرایی است.